# Ali Benarbia
Ali Benarbia (àrab: علي بن عربية)  (Orà, 8 d'octubre de 1968) és un exfutbolista algerià de la dècada de 1990.
Fou internacional amb la selecció d'Algèria.
Pel que fa a clubs, destacà a AS Monaco, Paris Saint-Germain FC i Manchester City FC.